# Eternally (平原綾香の曲)
『Eternally』（エターナリー）は、平原綾香の8枚目のシングル。

## 概要
- 平原にとって初の映画主題歌となった。
- たまたま友人から「映画化が決定したんだって!この主題歌は綾香の歌と絶対にあうから、読んでみて!!」と言われて映画の原作本を借り、数日後に映画制作スタッフから主題歌の依頼をもらった[1]。平原自身も映画を撮影していた山口県の角島に行って、曲のインスピレーションやイメージを得た。
- 初回盤には「ConnecteD」という仕様が施されている。CDをパソコンのCD-ROMドライブにセットすると、期間限定サイトにアクセスでき、未発表音源「Eternally 〜Acoustic Version〜」の試聴やダウンロードができた。

## 収録曲
1. Eternally
  - 作詞：平原綾香、松井五郎／作曲：平原綾香／編曲：島健
  - 東映配給映画『四日間の奇蹟』主題歌
2. Bloom
  - 作詞：松井五郎／作曲・編曲：島健
3. 歌う風（Live）
  - 作詞：平原綾香／作曲：小林信吾／編曲：西川進